# Antylaser
Antylaser – urządzenie absorbujące światło o określonych długościach fali i zamieniające pochłoniętą energię na ciepło. Urządzeniu nadano angielską nazwę coherent perfect absorber (koherencyjny pochłaniacz doskonały).

## Historia
Koncepcja została po raz pierwszy opublikowana 26 lipca 2010 w tygodniku naukowym Physical Review Letters przez zespół z Uniwersytetu Yale, pod przewodnictwem teoretyka A. Douglasa Stone’a. W wydaniu z 9 września 2010 Stefano Longhi z Politechniki Mediolańskiej pokazał, jak połączyć laser z antylaserem w jedno urządzenie. W lutym 2011 zespół z Uniwersytetu Yale zbudował pierwszy działający antylaser. Urządzenie było w stanie absorbować 99,4% padającego światła, ale jego twórcy wierzą, że uda się zwiększyć absorpcję do 99,999%.

## Zastosowania
Zmieniając długość fali padającego światła, decyduje się o tym, czy będzie ono pochłonięte, czy też przejdzie przez antylaser w całości. Urządzenie może być zatem nowym rodzajem ultraszybkiego przełącznika optycznego, także w przyszłych komputerach optycznych, gdzie rolę elektronów pełnić będą fotony.